# German (Mythologie)
German (kyrillisch Герман), gérman, auch gérmantscho, skalojan und kalojáni, ist eine Idolpuppe im Brauchtum von Nordbulgarien, Südrumänien und im Osten von Serbien, die einen Toten darstellt und im Sommer als eine Art Regenzauber rituell bestattet wird. Das Scheinbegräbnis der mit einem ausgeprägten Phallus ausgestatteten, männlichen Figur ist ein Fruchtbarkeitskult, an dem nur Frauen teilnehmen und der in der trockenen Jahreszeit für Regen sorgen soll.

## Ablauf des Rituals
Kommt es in der trockenen Jahreszeit Ende Frühjahr und im Sommer zu Dürreperioden, gehörte es in Bulgarien zur Tradition auf den Dörfern, mit einem Ritual um Regen zu bitten. An einem heißen Tag oder mancherorts speziell am 12. Mai, dem Jahrestag des in den Orthodoxen Kirchen verehrten Heiligen Germanos, formen verheiratete und ledige Frauen eine 20 bis 50 Zentimeter große Lehmfigur mit einem vorstehenden männlichen Glied. Die german genannte Figur wird flach auf ein Holzbrett oder in eine Holzkiste gelegt und stellt mit ihren auf dem Bauch überkreuzten Armen einen Toten dar. Die Hände der Figur halten eine brennende Kerze. Um die Figur werden Blumen drapiert. In manchen Gegenden Nordbulgariens wird die Figur auch aus Stroh, einem Besen oder Stofflappen hergestellt.
Der nun folgende Ablauf entspricht dem Begräbnis eines toten Menschen. Um der Seele des Toten den Weg ins Jenseits zu ebnen, weil diese sonst Unheil anrichten könnte und um zu verhindern, dass der Tote zu einem Vampir wird, müssen eine Reihe von strengen Vorsichtsmaßnahmen beachtet werden. Entsprechend wird der German aufgebahrt und eine Totenwache sorgt nachts dafür, dass keine Katze oder ein anderes Tier über den „Toten“ hinwegspringt, was ihn zu einem Vampir werden ließe. Die Figur wird in einer Prozession zu Grabe getragen. Frauen und Mädchen folgen der Totenbahre, stoßen Klagelaute aus und wiederholen den Satz: „German ist tot, German ist tot, der Arme, er starb wegen der Trockenheit, er starb dürstend nach Regen.“ Je nach Dorf nimmt der Gemeindepfarrer an der gespielten Beerdigung teil oder, wenn er den heidnischen Brauch gänzlich verurteilt, muss der Umzug vor ihm verheimlicht werden und in der Dunkelheit stattfinden. Dann geht eine der Frauen mit einem Weihrauchkessel in der Hand in der Rolle des Pfarrers vorneweg, bis die Prozession das Ufer eines Flusses, den Dorfteich oder einen Brunnen erreicht, wo die Figur bestattet wird. Das Grab wird mit einem Rutenkreuz kenntlich gemacht. In anderen Dörfern wird die Figur in den Fluss geworfen. Sollte es in den folgenden Tagen nicht geregnet haben, so werden mancherorts Totengedenkfeiern abgehalten. Nach drei, neun oder 40 Tagen wird die Figur wieder ausgegraben und ins Wasser geworfen. 40 Tage sind die Frist, während der für den Umgang mit einem Verstorbenen besondere Vorsichtsmaßregeln gelten.
In Ostserbien wird die Figur ebenfalls entweder am Flussufer begraben oder in einer kleinen Holzkiste auf dem Fluss treiben gelassen. Zwei der Mädchen pflegen dabei um die Puppe zu wehklagen und nach dem Grund ihrer Klage gefragt, zu antworten: „Wir weinen um German, weil German wegen der Dürre gestorben ist, um Regen zu bringen.“ Wenn der Regen danach zu heftig wird, gräbt man die Puppe wieder aus.
Aus der Gegend von Pirot im Südosten Serbiens ist ein anderes Ritual für German vom Anfang des 20. Jahrhunderts überliefert, bei dem die Menschen versuchten, dem zerstörerischen Hagel im Sommer durch ein besänftigendes Ritual an Heiligabend vorzubeugen. Unmittelbar vor dem Heiligabendessen ging das Familienoberhaupt hinaus zum Holzstoß, um German zum Festessen einzuladen. Der Holzstoß ist einer von den Orten, der im slawischen Mythos die Grenze zwischen der diesseitigen Welt und der Welt der jenseitigen Mächte verkörpert und an dem mit den Geistwesen Kontakt aufgenommen werden kann. Der Hausherr hatte einen Laib Brot namens „Viel Glück“ dabei, der speziell für dieses Ritual zubereitet worden war, dazu Sliwowitz, Wein und eine Wachskerze. Beim Holzstoß schrie er dreimal: „German, German, wo immer du bist, komm zum Abendessen sofort, und lass mich im Sommer deine Augen irgendwo sehen!“. Dann zündete er die Kerze an, nahm einen Schluck Sliwowitz, probierte etwas Brot, trank Wein und ging zurück ins Haus. Auf die Frage, was mit German sei, antwortete er: „Er kam und wir aßen zu Abend, tranken reichlich Sliwowitz und Wein und gingen wieder auseinander.“

## Fruchtbarkeitsrituale und Regenmagie auf dem Balkan
Die slawische Tradition, dass Frauen für die Regenbitte zuständig sind, hat eine Parallele in der römischen Religion und wurde vermutlich bereits weit vor der Zeitenwende praktiziert. Als erster berichtet darüber Petronius (um 14–66 n. Chr.) in seinem Roman Satyricon. Demnach marschierten in einer nudipedalia („barfuß“) genannten Prozession erwachsene Frauen barfuß, mit offenen Haaren und reinen Herzen auf einen Hügel, um auf dem Gipfel Gott Jupiter um Regen zu bitten.
German gehört zu den landwirtschaftlichen Fruchtbarkeitskulten mit vorchristlichen Wurzeln. Theatralische Elemente und der Umgang mit Puppen sind sowohl von den Ritualen der orthodoxen Slawen als auch etwa von der Hochzeitszeremonie der Türken in Bulgarien überliefert und verweisen auf eine gemeinsame Herkunft aus der byzantinischen Zeit, also vor dem 14. Jahrhundert, als der Balkan noch nicht unter der Herrschaft der osmanischen Türken stand.
Eine weitere Zeremonie, die bei Regenmangel durchgeführt wird, nennt sich im Osten Bulgariens paparuda (auch peperúda, pepeúga), „Regenmädchen“. Ein Waisenmädchen wird in grünes Blattwerk gehüllt, sodass nur ihr Gesicht zu sehen ist, und im Dorf von Haus zu Haus geführt. Die begleitenden erwachsenen Frauen tanzen und singen formelhafte Anrufungslieder, in denen sie um Regen bitten. Dafür werden sie in den Häusern mit Nahrungsmitteln beschenkt. In Serbien heißt diese Tradition dodola und in Rumänien caloian. In einigen Gegenden im Nordosten Bulgariens ist dieser Brauch mit German verknüpft, ansonsten finden beide Rituale unabhängig voneinander statt. Über einen weiteren Regenmacherbrauch (gónene na zmej) wird nur aus Nordwestbulgarien berichtet. Ein Drache, der sich irgendwo im Dorf verbirgt und verhindert, dass Regenwolken aufziehen, wird in einer Nacht von Männern vertrieben. Die völlig nackten Männer durchkämmen, mit Heugabeln, Stöcken und Eisenstangen bewaffnet, in mehreren Gruppen das Dorf, stechen und schlagen überall dorthin, wo sie das Versteck des Drachen vermuten. Anschließend ziehen sie zum Fluss, um zu baden.
Den drei Ritualen liegen unterschiedliche magische Vorstellungen zugrunde. Die phallische Form des German ist ein allgemeines Symbol für Fruchtbarkeit. Im Regen und Erblühen der Vegetation, nachdem er gestorben ist, kann eine Wiederauferstehung gesehen werden. Damit steht er mit anderen slawischen Opferpuppen wie Morena (je nach Region auch Marzanna, Mara) in Verbindung, welche die Vorstellung von Tod und Wiedergeburt am Beginn des Frühlings verkörpern. German hat folglich nichts mit dem Drachen zu tun und ist kein für die Trockenheit verantwortlicher Dämon, der getötet und begraben werden muss. Im Gegenteil, German, der wegen der Trockenheit sterben muss, soll den strengen Gott dazu bewegen, den Menschen gegenüber milde zu sein und ihnen Regen zu schenken. Christo Vakarelski (1969) hält die Beisetzung in der Nähe eines Gewässers als Vorstellung einer magischen Analogie für zweitrangig.
Das Wort german wird im christlichen Volksglauben auf den Heiligen Germanos (um 638 – um 733) oder auf die vorchristliche slawische Mythologie zurückgeführt. Volksetymologisch wird german auf  gurmesch bezogen, den Donnerblitz, der im Sommer häufig die Regenfälle begleitet.
Ähnliche rituelle Begräbnisse, bei denen Frauen Puppen beweinen, kommen auch in Griechenland vor. Dort heißen sie in der Region Epirus zafiris, auf dem Peloponnes fouskodentri, auf der Insel Mykonos krantonellos und auf der Insel Ägina lidinos.
Rituell verwendete Puppen sind elementare Formen eines Puppentheaters, das auf dem Balkan in vielen Spielarten vorkommt. Es gibt des Weiteren Aufführungen mit maskierten Tänzern, etwa in Bulgarien kukeri, bei dem männliche Akteure in Tiergestalt zum Jahresbeginn böse Geister vertreiben. Bei den Lazarus-Prozessionen vor Palmsonntag werden eine gewickelte Holzpuppe (buenec), die von Mädchen wie ein Kleinkind gewiegt wird, und „Lazarus-Brot“ in Menschengestalt gebraucht. Die christliche Auferweckung des Lazarus und auf dem Balkan allgemein der Umgang mit Puppen sind ein Teil der Frühlingsbräuche. Die gewickelte Lazaruspuppe soll im erzieherischen Sinn die Mädchen spielerisch auf die Mutterrolle vorbereiten. Aus der strukturellen Übereinstimmung der gesungenen Lieder beim Lazarusbrauch und bei Frühjahrsprozessionen von Mädchen zur Regenbitte ergibt sich eine Beziehung zwischen beiden Traditionen.
Mit einer eingekleideten Puppe übten bis 1930 im südalbanischen Epirus junge Mädchen das rituelle Klagen bei einer Bestattung. Die in Blumen gebettete Puppenfigur wurde im Frühjahr auf einer Schafweide begraben und beweint. Die auf der Insel Ägina im Sommer zu Grabe getragene Menschenfigur lidinos ist erkennbar phallischer Natur. Bei einem Brauch im Dorf Kastino auf dem Peloponnes wird ein lebendiger Mensch theatralisch begraben. Über ihm wird ein Grabhügel mit dem Namen fuskodentri („Schwellbaum“) aus Blumen, Zweigen und Steinchen aufgetürmt. Nachdem er ausgiebig beweint wurde, steht er auf und leitet einen Rundtanz an. Ähnliche Rituale mit der Abfolge Bestattung – Beweinen – Wiederauferstehung sind aus anderen Regionen bekannt, bis hin zu parodistischen Umformungen bei Karnevalsumzügen.
Die tiefere Bedeutung einfacher Puppenspiele ist der Wunsch nach Fruchtbarkeit und Regen. Die einzigen kultivierteren Formen von Volksschauspielen in der ehemals osmanisch kontrollierten Balkanregion sind Schattenspiele, die vom türkischen Karagöztheater beeinflusst wurden. Im Karagöz wie im älteren arabischen Schattenspiel war die namensgebende Hauptfigur bis ins 19. Jahrhundert an ihrem langen Phallus zu erkennen. Eine Karagözfigur mit Phallus gehörte noch bis zum Beginn des Zweiten Weltkrieges zur städtischen Unterhaltungskultur von Sarajevo.